# 訃報 2015年5月
訃報 2015年5月（ふほう 2015ねん5がつ）では、2015年5月に物故した、又は物故が報じられた人物についてまとめる。

## (1日 - 15日)

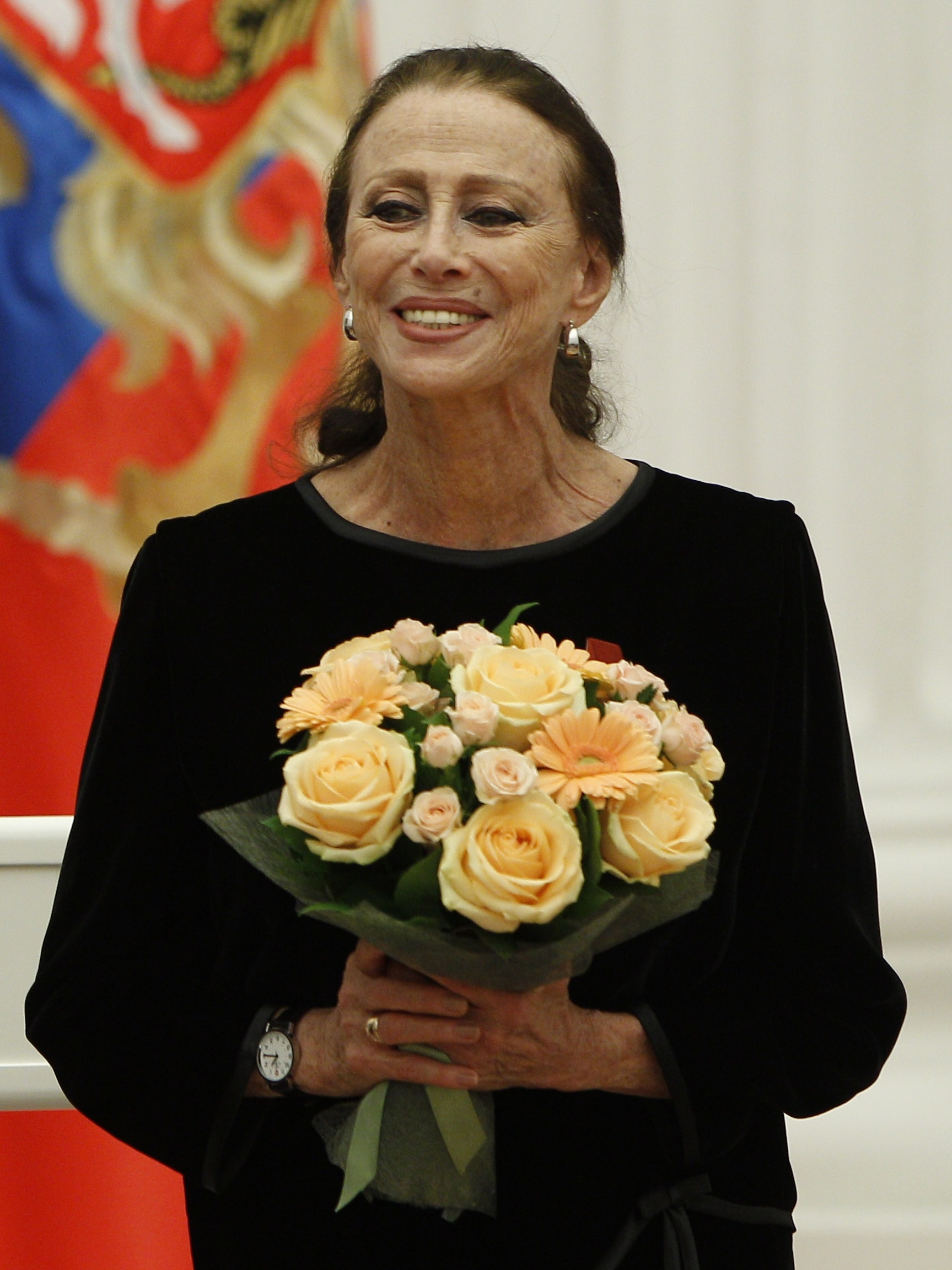
マイヤ・プリセツカヤ／5月2日没

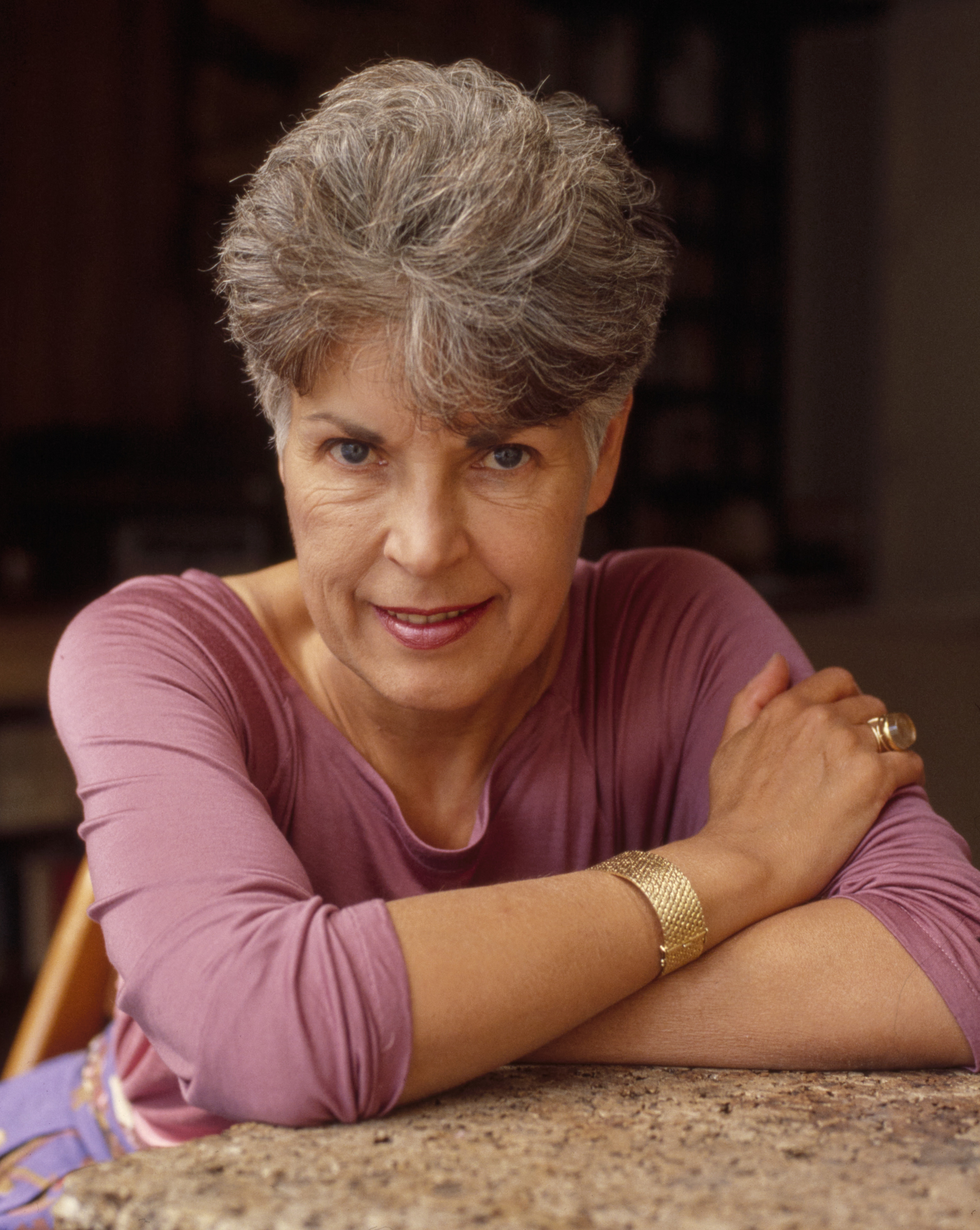
ルース・レンデル／5月2日没

滝田裕介／5月3日没

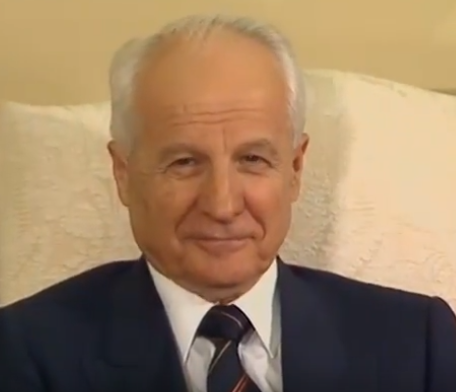
ケナン・エヴレン／5月9日没

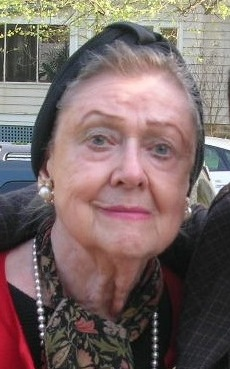
エリザベス・ウィルソン／5月9日没

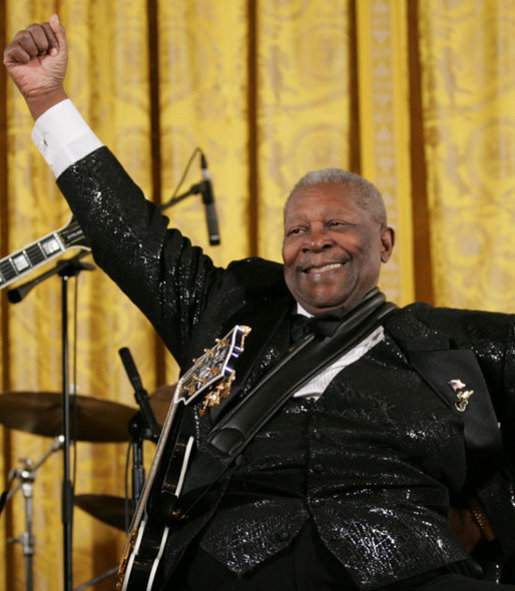
B.B.キング／5月14日没

- 5月1日 - 小林淳二、日本の銀行家、三重銀行元頭取（* 1925年）[1]
- 5月1日 - 近藤乾之助、日本の能楽師（* 1928年）[2]
- 5月1日 - グレイス・リー・ホイットニー（英語版）、アメリカ合衆国の女優（* 1929年）[3]
- 5月1日 - 上村圭一、日本の実業家、元大和ハウス工業社長（* 1934年）[4]
- 5月1日 - 天野正子、日本の社会学者、お茶の水女子大学名誉教授（* 1938年）[5]
- 5月2日 - マイヤ・プリセツカヤ、ロシアのバレリーナ（* 1925年）[6]
- 5月2日 - ルース・レンデル、イギリスの推理作家（* 1930年）[7]
- 5月2日 - 白石勝、日本の実業家、元文芸春秋社長、元日本雑誌協会理事長（* 1939年）[8]
- 5月2日 - 柳生真吾、日本の園芸家（* 1968年）[9]
- 5月3日 - 黒川誠一、日本の経営者、元セーレン会長（* 1915年）[10]
- 5月3日 - 滝田裕介、日本の俳優・声優（* 1930年）[11]
- 5月3日 - 長田弘、日本の詩人（* 1939年）[12]
- 5月3日 - 金子豊、日本の経営者、ホシノインパル副社長（* 1942年?）[13]
- 5月3日 - 澤“sweets”ミキヒコ、日本のデジタルパーカッショニスト、音楽ユニット「ふぇのたす」のメンバー（* 1990年）[14]
- 5月4日 - 一條久枝、日本の劇団新派女優（* 1920年）[15]
- 5月4日 - 上野他一、日本の実業家、元クラレ社長（* 1924年）[16]
- 5月4日 - 中島誠、日本の心理学者、京都大学名誉教授（* 1924年）[17]
- 5月4日 - 上東保、日本の実業家、日本金銭機械創業者（* 1927年?）[18]
- 5月4日 - DEV LARGE、日本のヒップホップミュージシャン（* 1969年）[19]
- 5月5日 - 津田清子、日本の俳人（* 1920年）[20]
- 5月5日 - 高橋二三、日本の脚本家（* 1926年）[21]
- 5月5日 - 野村孝、日本の映画監督（* 1927年）[22]
- 5月6日 - 松下圭一、日本の政治学者、法政大学名誉教授（* 1929年）[23]
- 5月6日 - 福永有利、日本の法学者、北海道大学名誉教授、神戸大学名誉教授（* 1935年）[24]
- 5月6日 - 木村幸平、日本の歯学者、東北大学名誉教授（* 1947年）[25]
- 5月7日 - 高木教典、日本のマスコミュニケーション研究者、東京大学名誉教授（* 1931年）[26]
- 5月7日 - 黒田倬司、日本の実業家、元イチネン社長（* 1932年）[27]
- 5月8日 - 伊藤右橘、日本の実業家、元東邦亜鉛社長（* 1932年）[28]
- 5月8日 - 石原英助、日本の実業家、前クミアイ化学工業社長（* 1938年）[29]
- 5月9日 - ケナン・エヴレン、トルコの軍人・政治家、第7代トルコ共和国大統領（* 1917年）[30]
- 5月9日 - エリザベス・ウィルソン、アメリカ合衆国の女優（* 1921年）[31]
- 5月9日 - 松尾稔、日本の工学者、名古屋大学名誉教授・元学長（* 1936年）[32]
- 5月10日 - 奈古屋嘉茂、日本の実業家、元大平洋金属社長（* 1924年）[33]
- 5月10日 - 金格植、朝鮮民主主義人民共和国の軍人、朝鮮人民軍元総参謀長（* 1940年）[34][35]
- 5月10日 - クリス・バーデン（英語版）、アメリカ合衆国の現代美術作家（* 1946年）[36]
- 5月10日 - ちあき哲也、日本の作詞家（* 1948年）[37]
- 5月11日 - 黒板伸夫、日本の歴史学者（* 1923年）[38]
- 5月11日 - 森本忠夫、日本の実業家、文筆家（* 1926年）[39]
- 5月11日 - さがみ良太、日本の浪曲師（* 1933年）[40]
- 5月12日 - 小沢昭巳、日本の童話作家（* 1929年）[41]
- 5月12日 - 中里重利、日本の陶芸家（* 1930年）[42]
- 5月12日 - 川島宏、日本の実業家、元東急ストア社長（* 1935年）[43]
- 5月13日 - 桑田和昌、日本のプロボクシング審判員（* 1937年?）[44]
- 5月13日 - 鈴木傑、日本の工学者、名古屋工業大学名誉教授（* 1939年?）[45]
- 5月14日 - 塚田裕三、日本の医学者、慶應義塾大学名誉教授（* 1923年）[46]
- 5月14日 - B.B.キング、アメリカ合衆国のブルースギタリスト、歌手、作曲家（* 1925年）[47]
- 5月14日 - 玉井信一、日本の実業家、元ニチモウ社長（* 1930年）[48]
- 5月14日 - 望月武、日本の脚本家（* 1968年）[49]
- 5月15日 - 伊藤嘉昭、日本の生物学者、名古屋大学名誉教授、元沖縄大学教授（* 1930年）[50]
- 5月15日 - レンツォ・ゾルジ、イタリアのレーシングドライバー（* 1946年）[51]

## (16日 - 31日)

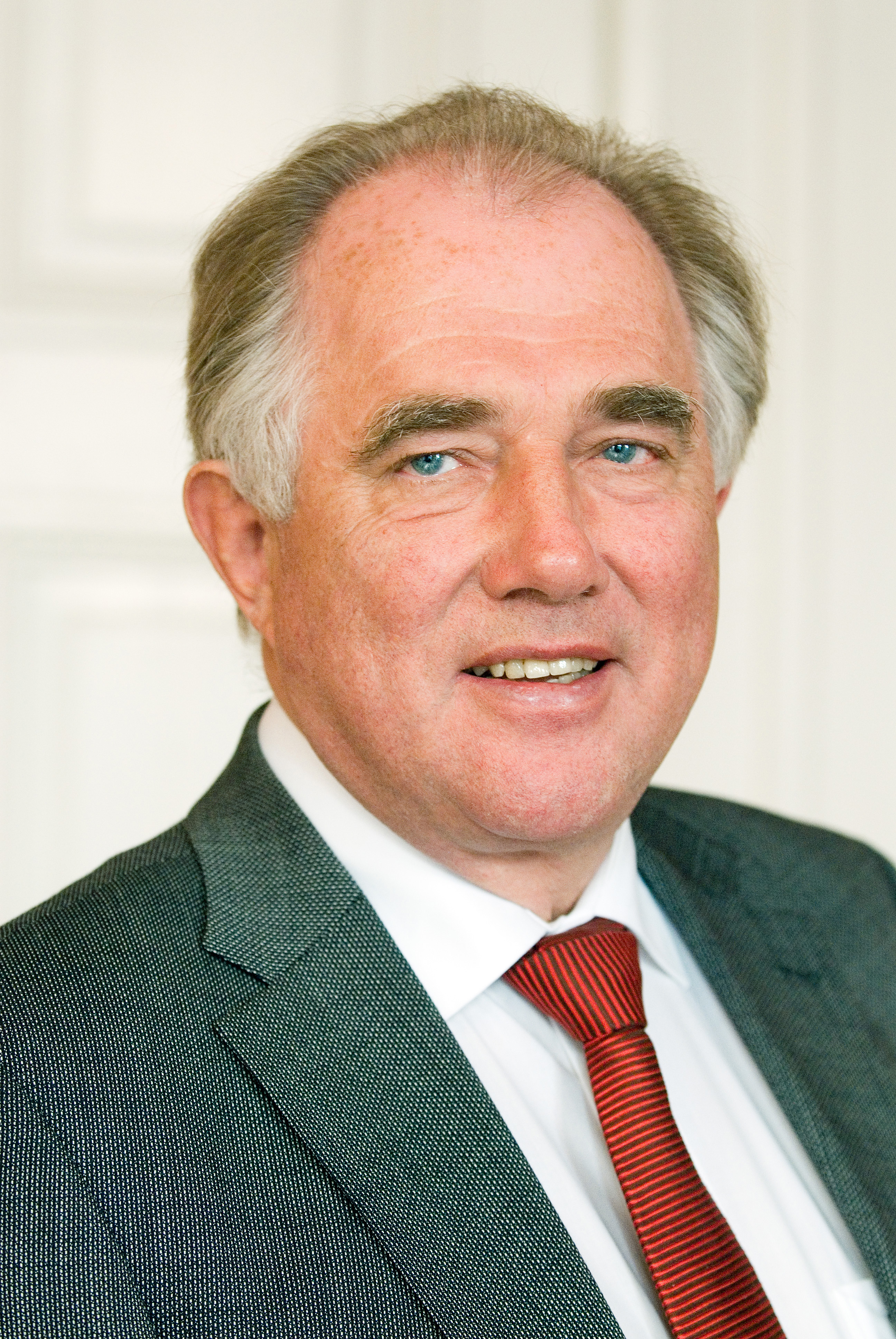
ハルドール・アウスグリムソン／5月18日没

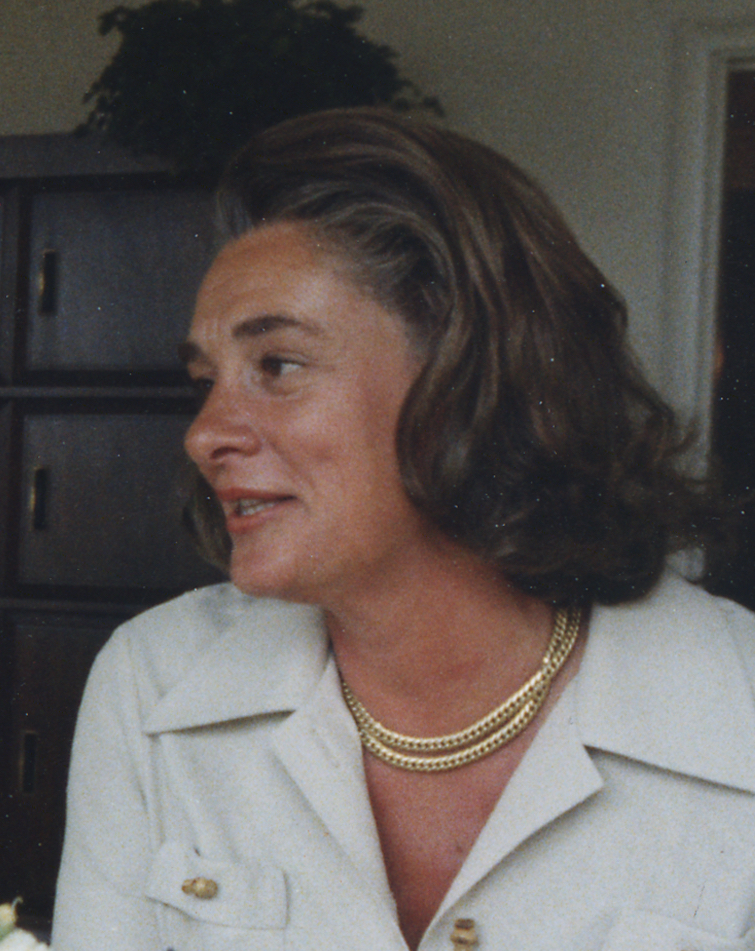
ハッピー・ロックフェラー／5月19日没

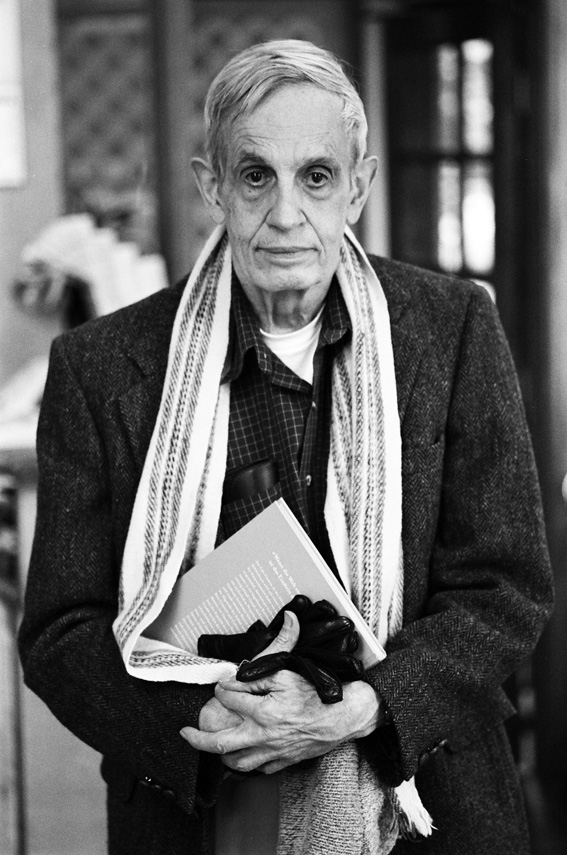
ジョン・ナッシュ／5月23日没

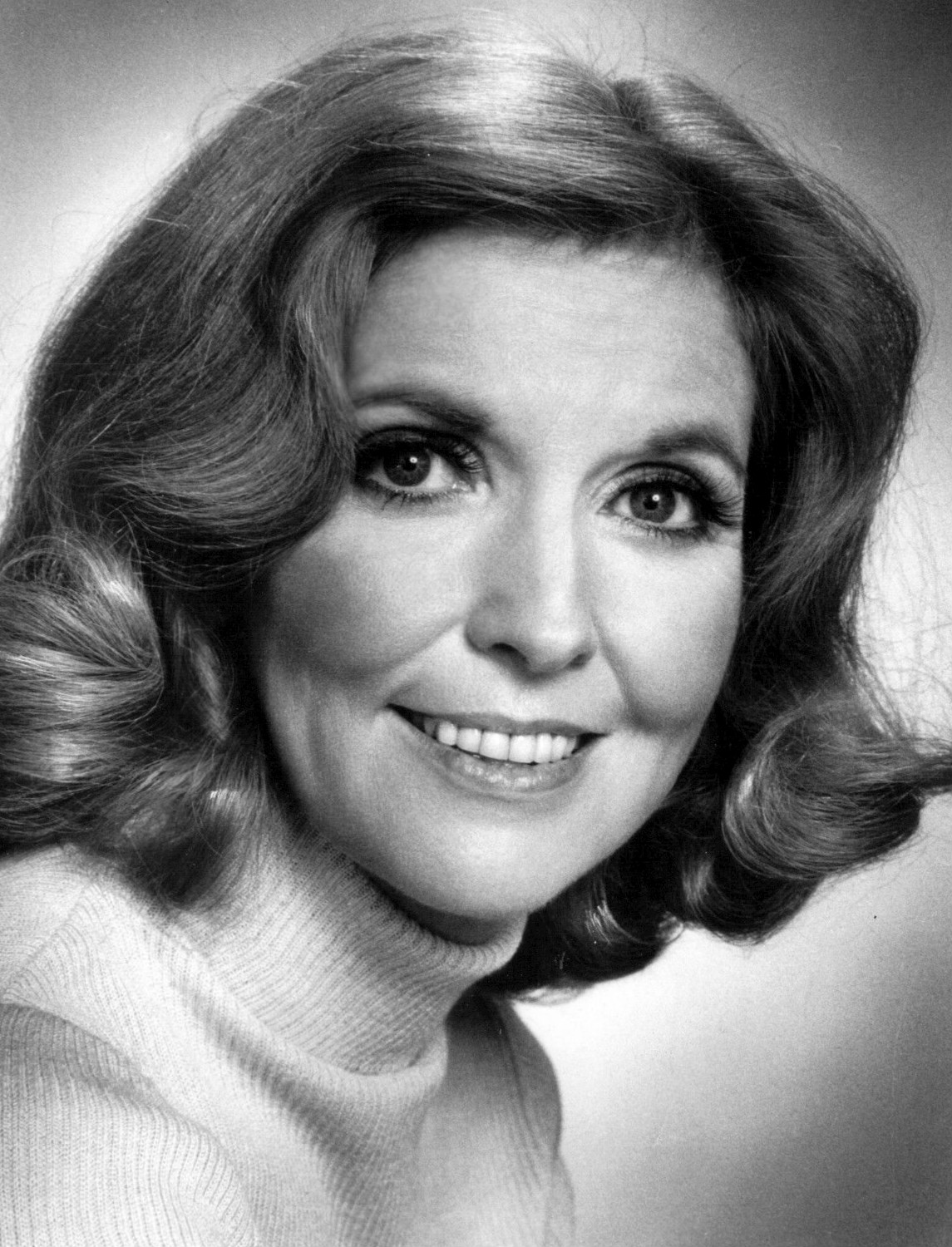
アン・メイラ／5月23日没

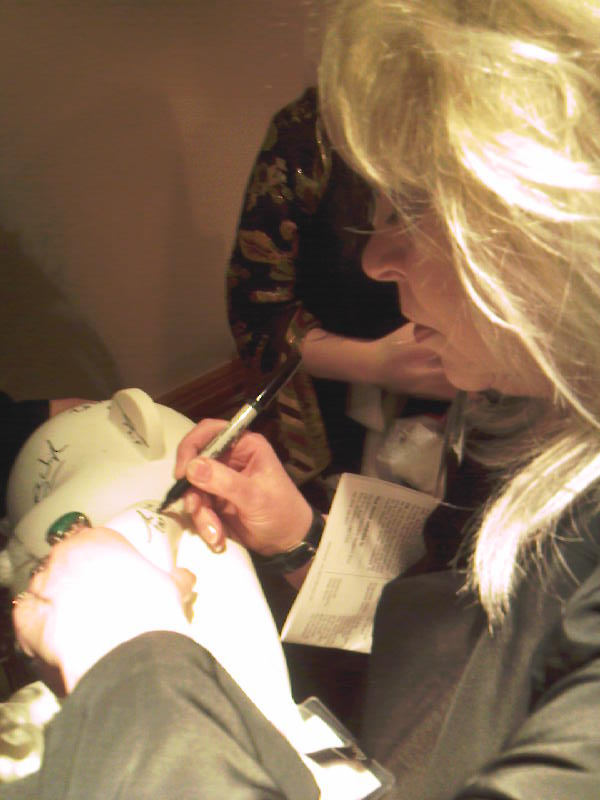
タニス・リー／5月24日没

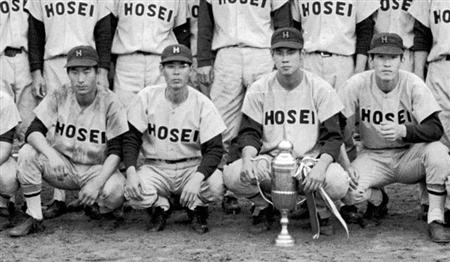
富田勝（左端）／5月26日没

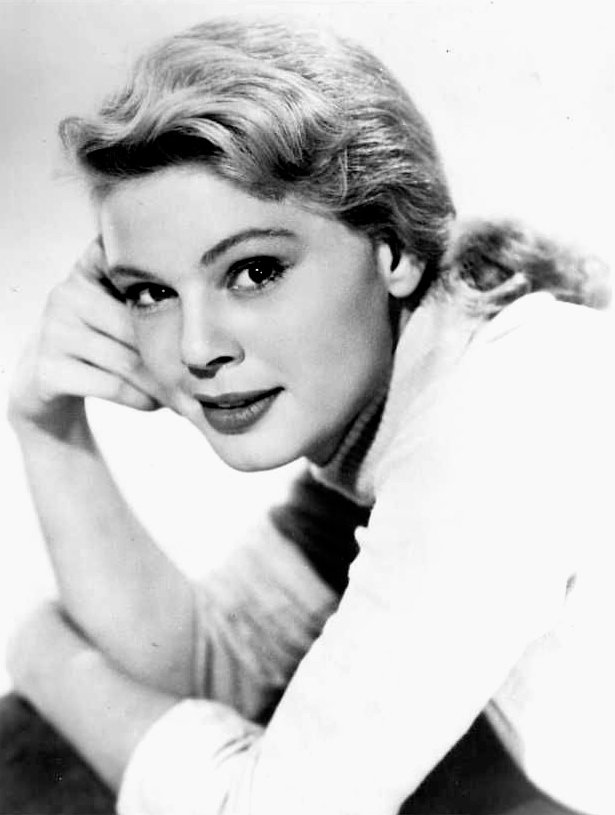
ベッツィ・パーマー／5月29日没

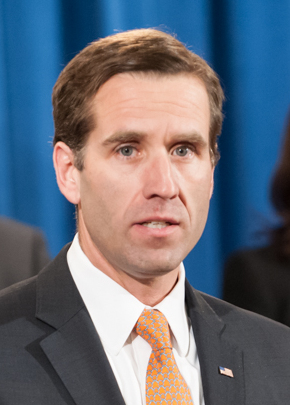
ボー・バイデン／5月30日没

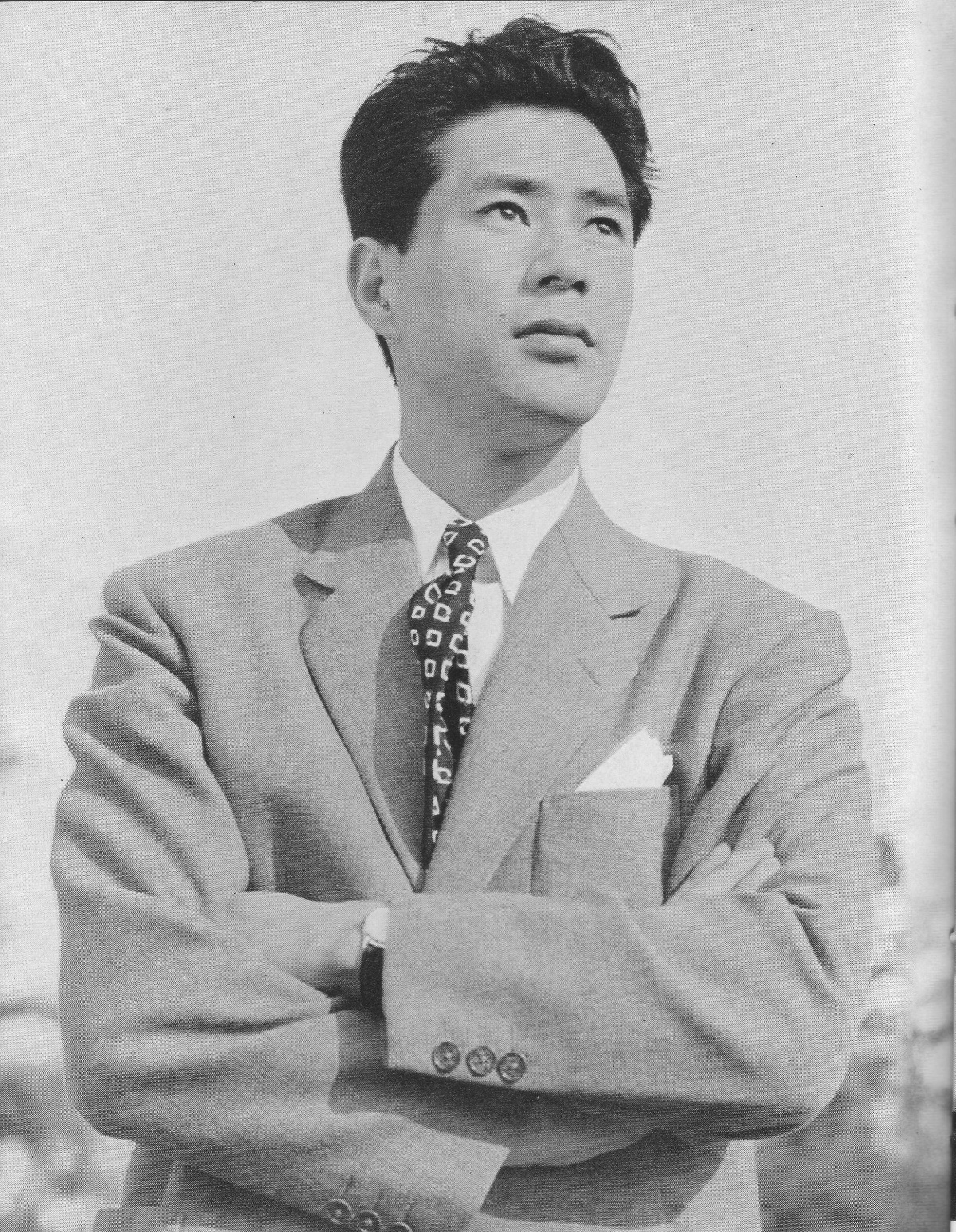
小泉博／5月31日没

- 5月16日 - 奥住恒二、日本のアイスホッケー指導者、元日本アイスホッケー連盟会長（* 1942年?）[52]
- 5月17日 - 車谷長吉、日本の小説家（* 1945年）[53]
- 5月17日 - 松本恵二、日本のレーシングドライバー（* 1949年）[54]
- 5月18日 - 柳沢紀夫、日本の実業家、旭川シティネットワーク社長（* 1940年?）[55]
- 5月18日 - ハルドール・アウスグリムソン、アイスランドの政治家、元首相（* 1947年）[56]
- 5月19日 - ハッピー・ロックフェラー、アメリカ合衆国のセカンドレディ（第41代アメリカ合衆国副大統領を務めたネルソン・ロックフェラーの妻）（* 1926年）[57]
- 5月19日 - 槇弥生子、日本の歌人（* 1931年）[58]
- 5月20日 - メアリー・エレン・トレイナー、アメリカ合衆国の女優（* 1950年）[59]
- 5月20日 - ボブ・ベルデン、アメリカ合衆国のテナー・サックス奏者、アレンジャー、作曲家、バンド・リーダー、プロデューサー（* 1956年）[60]
- 5月20日 - 片平巧、日本のオートレース選手（* 1965年）[61]
- 5月21日 - 倉橋英太郎、日本の建築家（* 1950年）[62]
- 5月22日 - 宮崎剛、日本のプロ野球選手【大阪タイガース・阪神軍・阪急ブレーブス・大洋ホエールズ・洋松ロビンス所属】、大洋ホエールズ監督（* 1918年）[63]
- 5月22日 - 扇田昭彦、日本の演劇評論家、元朝日新聞記者（* 1940年）[64]
- 5月22日 - 大内義昭、日本の歌手、作曲家、音楽プロデューサー（* 1960年）[65]
- 5月22日 - 丸山夏鈴、日本の歌手、タレント（* 1993年）[66]
- 5月23日 - ジョン・ナッシュ、アメリカ合衆国の数学者（* 1928年）[67]
- 5月23日 - アン・メイラ、アメリカ合衆国の女優（* 1929年）[68]
- 5月24日 - タニス・リー、イギリスのファンタジー作家（* 1947年）[69]
- 5月26日 - 辰馬和郎、日本の政治家、元千葉県天津小湊町長（* 1925年?）[70]
- 5月26日 - 中村敏夫、日本のテレビプロデューサー、フジクリエイティブコーポレーション顧問（* 1938年）[71]
- 5月26日 - 富田勝、日本のプロ野球選手【南海ホークス・読売ジャイアンツ・日本ハムファイターズ・中日ドラゴンズ所属】（* 1946年）[72]
- 5月27日 - 今福将雄、日本の俳優（* 1921年）[73]
- 5月27日 - 杉本秀太郎、日本のフランス文学者、国際日本文化研究センター名誉教授（* 1931年）[74]
- 5月27日 - 菊地純一郎、日本の政治家、元秋田県八森町長（* 1934年?）[75]
- 5月27日 - 渡部高揚、日本の文化イベントプロデューサー、大阪万博・沖縄海洋博プロデューサー（* 1937年）[76]
- 5月28日 - 石原金三、日本の弁護士、元日本弁護士連合会副会長（* 1925年）[77]
- 5月28日 - 吉川勇一、日本の市民運動家、元ベトナムに平和を!市民連合事務局長（* 1931年）[78]
- 5月28日 - 今いくよ、日本の女性漫才師（* 1947年）[79]
- 5月28日 - 今井雅之、日本の俳優（* 1961年）[80]
- 5月29日 - ベッツィ・パーマー、アメリカ合衆国の女優（* 1926年）[81]
- 5月29日 - 暁照雄、日本の漫才師（* 1937年）[82]
- 5月30日 - ボー・バイデン、アメリカ合衆国副大統領ジョー・バイデンの息子で前デラウェア州司法長官（* 1969年）[83][84]
- 5月31日 - 小泉博、日本の俳優、司会者（* 1926年）[85]